# Qualificações para o Campeonato Europeu de Futebol de 2024 – Grupo E
O Grupo E das Qualificações para o Campeonato Europeu de Futebol de 2024 foi um dos dez grupos que decidiram os participantes do Campeonato Europeu de Futebol de 2024. As duas melhores seleções se classificaram.

## Classificação
|  | Equipes qualificadas para o Campeonato Europeu de Futebol de 2024 |
|  | Equipes classificadas para a repescagem                           |
|  | Equipes eliminadas                                                |

| Pos | Equipe      | Pts | J | V | E | D | GP | GC | SG  | Classificado             |  | ALB | CZE | POL | MDA | FRO |
| --- | ----------- | --- | - | - | - | - | -- | -- | --- | ------------------------ |  | --- | --- | --- | --- | --- |
| 1   | Albânia     | 15  | 8 | 4 | 3 | 1 | 12 | 4  | +8  | Eurocopa 2024            |  | —   | 3–0 | 2–0 | 2–0 | 0–0 |
| 2   | Tchéquia    | 15  | 8 | 4 | 3 | 1 | 12 | 6  | +6  | Eurocopa 2024            |  | 1–1 | —   | 3–1 | 3–0 | 1–0 |
| 3   | Polónia     | 11  | 8 | 3 | 2 | 3 | 10 | 10 | 0   | Avança para a repescagem |  | 1–0 | 1–1 | —   | 1–1 | 2–0 |
| 4   | Moldávia    | 10  | 8 | 2 | 4 | 2 | 7  | 10 | −3  | Eliminado                |  | 1–1 | 0–0 | 3–2 | —   | 1–1 |
| 5   | Ilhas Faroé | 2   | 8 | 0 | 2 | 6 | 2  | 13 | −11 | Eliminado                |  | 1–3 | 0–3 | 0–2 | 0–1 | —   |

## Partidas
As partidas foram divulgadas pela UEFA em 10 de outubro de 2022. Para as partidas é utilizado o fuso horário UTC+1 e UTC+2.
| 24 de março de 2023 | Tchéquia                             | 3 – 1     | Polónia       | Fortuna Arena, Praga                                 |
| 20:45               | Krejčí 1' · Čvančara 3' · Kuchta 64' | Relatório | Szymański 87' | Público: 19 045 Árbitro: GRE Anastasios Sidiropoulos |

| 24 de março de 2023 | Moldávia             | 1 – 1     | Ilhas Faroé   | Estádio Zimbru, Quixinau                   |
| 20:45 (21:45 UTC+2) | Nicolaescu 87' (pen) | Relatório | Mikkelsen 27' | Público: 4 732 Árbitro: SCO Nicholas Walsh |

| 27 de março de 2023 | Moldávia | 0 – 0     | Tchéquia | Estádio Zimbru, Quixinau                    |
| 20:45 (21:45 UTC+3) |          | Relatório |          | Público: 5 120 Árbitro: GER Daniel Schlager |

| 27 de março de 2023 | Polónia       | 1 – 0     | Albânia | Estádio Nacional, Varsóvia                 |
| 20:45               | Świderski 41' | Relatório |         | Público: 56 227 Árbitro: SVN Slavko Vinčić |

| 17 de junho de 2023 | Albânia                 | 2 – 0     | Moldávia | Air Albania Stadium, Tirana                |
| 20:45               | Asani 51' · Bajrami 76' | Relatório |          | Público: 20 944 Árbitro: NED Dennis Higler |

| 17 de junho de 2023 | Ilhas Faroé | 0 – 3     | Tchéquia                    | Tórsvøllur, Tórshavn                       |
| 20:45 (19:45 UTC+1) |             | Relatório | Krejčí 15' · Černý 44', 75' | Público: 2 232 Árbitro: TUR Arda Kardeşler |

| 20 de junho de 2023 | Ilhas Faroé | 1 – 3     | Albânia                                | Tórsvøllur, Tórshavn                               |
| 20:45 (19:45 UTC+1) | Færø 45+1'  | Relatório | Bajrami 20' · Asllani 51' · Muçi 90+1' | Público: 2 507 Árbitro: CYP Chrysovalantis Theouli |

| 20 de junho de 2023 | Moldávia                          | 3 – 2     | Polónia                     | Estádio Zimbru, Quixinau                |
| 20:45 (21:45 UTC+3) | Nicolaescu 48', 79' · Baboglo 85' | Relatório | Milik 12' · Lewandowski 34' | Público: 9 442 Árbitro: SVK Filip Glova |

| 7 de setembro de 2023 | Tchéquia  | 1 – 1     | Albânia     | Fortuna Arena, Praga                        |
| 20:45                 | Černý 56' | Relatório | Bajrami 66' | Público: 18 641 Árbitro: ENG Anthony Taylor |

| 7 de setembro de 2023 | Polónia                    | 2 – 0     | Ilhas Faroé | Estádio Nacional, Varsóvia               |
| 20:45                 | Lewandowski 73' (pen), 83' | Relatório |             | Público: 54 129 Árbitro: SVN David Smajc |

| 10 de setembro de 2023 | Ilhas Faroé | 0 – 1     | Moldávia | Tórsvøllur, Tórshavn                        |
| 18:00 (17:00 UTC+1)    |             | Relatório | Rață 53' | Público: 2 710 Árbitro: GRE Vassilis Fotias |

| 10 de setembro de 2023 | Albânia              | 2 – 0     | Polónia | Air Albania Stadium, Tirana                     |
| 20:45                  | Asani 37' · Daku 62' | Relatório |         | Público: 21 900 Árbitro: ESP José María Sánchez |

| 12 de outubro de 2023 | Albânia                    | 3 – 0     | Tchéquia | Air Albania Stadium, Tirana                 |
| 20:45                 | Asani 9' · Seferi 51', 73' | Relatório |          | Público: 20 917 Árbitro: NED Danny Makkelie |

| 12 de outubro de 2023 | Ilhas Faroé | 0 – 2     | Polónia                     | Tórsvøllur, Tórshavn                        |
| 20:45 (19:45 UTC+1)   |             | Relatório | S. Szymański 4' · Buksa 65' | Público: 3 220 Árbitro: NED Allard Lindhout |

| 15 de outubro de 2023 | Tchéquia         | 1 – 0     | Ilhas Faroé | Arena Doosan, Plzeň                     |
| 18:00                 | Souček 76' (pen) | Relatório |             | Público: 9 115 Árbitro: NOR Rohit Saggi |

| 15 de outubro de 2023 | Polónia       | 1 – 1     | Moldávia       | Estádio Nacional, Varsóvia                     |
| 20:45                 | Świderski 53' | Relatório | Nicolaescu 26' | Público: 51 672 Árbitro: POR Artur Soares Dias |

| 17 de novembro de 2023 | Moldávia    | 1 – 1     | Albânia              | Estádio Zimbru, Quixinau                   |
| 20:45 (21:45 UTC+2)    | Babohlo 87' | Relatório | Cikalleshi 25' (pen) | Público: 9 537 Árbitro: SCO William Collum |

| 17 de novembro de 2023 | Polónia        | 1 – 1     | Tchéquia   | Estádio Nacional, Varsóvia                  |
| 20:45                  | Piotrowski 38' | Relatório | Souček 49' | Público: 56 310 Árbitro: ITA Daniele Orsato |

| 20 de novembro de 2023 | Albânia | 0 – 0     | Ilhas Faroé | Air Albania Stadium, Tirana                 |
| 20:45                  |         | Relatório |             | Público: 21 456 Árbitro: GER Sven Jablonski |

| 20 de novembro de 2023 | Tchéquia                             | 3 – 0     | Moldávia | Andrův stadion, Olomouc                     |
| 20:45                  | Doudera 14' · Chorý 72' · Souček 90' | Relatório |          | Público: 11 653 Árbitro: SUI Sandro Schärer |